# Библиография на Стивън Кинг
В този списък на библиографията на Стивън Кинг не са включени антологии, електронни издания и комикси.
- 1974 Кери (Carrie)
- 1975 Сейлъмс Лот (Salem's Lot)
- 1977 Гняв (Rage) (като Ричард Бакман)
- 1977 Сияние (The Shining)
- 1978 Нощна смяна (Night Shift) (разкази)
- 1978 Сблъсък (The Stand)
- 1979 Мъртвата зона (The Dead Zone)
- 1979 Дългата разходка (The Long Walk) (като Ричард Бакман)
- 1980 Подпалвачката/Живата факла (Firestarter)
- 1981 Куджо (Cujo)
- 1981 Злокобен танц (Danse Macabre) (автобиографична, за история на ужаса)
- 1981 Пътна мрежа (Roadwork) (като Ричард Бакман)
- 1982 Шоу на ужаса (Creepshow) (комикс, илюстриран от Бърни Райтсън)
- 1982 Тъмната кула I: Стрелецът (The Dark Tower I: The Gunslinger)
- 1982 Особени сезони (Different Seasons) (четири новели)
- 1982 Бягащият човек (The Running Man) (като Ричард Бакман)
- 1983 Кристин (Christine)
- 1983 Годината на върколака (Cycle of the Werewolf) (илюстрирана от Бърни Райтсън)
- 1983 Гробище за домашни любимци (Pet Sematary)
- 1984 Талисманът (The Talisman) (написана с Питър Строб)
- 1984 Проклятието (Thinner) (като Ричард Бакман)
- 1985 Маймуната/Мъглата (Skeleton Crew) (разкази) (включени в Тринадесет)
- 1985 Книги с псевдоним Бакман (The Bachman Books) (събрани романи)
- 1986 То (It)
- 1987 Очите на дракона (The Eyes of the Dragon)
- 1987 Мизъри (Misery)
- 1987 Тъмната кула II: Трите карти (The Dark Tower II: The Drawing of the Three)
- 1988 Томичукалата (The Tommyknockers)
- 1988 Nightmares in the Sky (снимки на гаргоили с текст от Кинг; снимки – f-stop fitzgerald)
- 1989 Тъмната половина (The Dark Half)
- 1989 Кадилкът на Долан (Dolan's Cadillac) (ограничен тираж)
- 1989 My Pretty Pony (ограничен тираж)
- 1990 Сблъсък (The Stand: The Complete & Uncut Edition) (пълна версия)
- 1990 Четири след полунощ (Four Past Midnight) (новели)
- 1991 Неизживени спомени (Needful Things)
- 1991 Тъмната кула III: Пустош (The Dark Tower III: The Waste Lands)
- 1992 Играта на Джералд (Gerald's Game)
- 1993 Долорес Клейборн (Dolores Claiborne)
- 1993 Кошмари и съновидения (Nightmares & Dreamscapes) (разкази) (включени в Тринадесет)
- 1994 Безсъние (Insomnia)
- 1995 Роуз Мадър (Rose Madder)
- 1995 Последния случай на Ъмни (Umney's Last Case) (дълъг разказ)
- 1996 Зеленият път (The Green Mile) (първоначално публикувана в 6 части: Двете убити момиченца (The Two Dead Girls), Мишлето по пътя (Mouse on the Mile), Ръцете на Кофи(Coffey's Hands), Ужасната смърт на Едуар Делакроа(The Bad Death of Eduard Delacroix), Нощното пътуване (Night Journey) и Кофи по пътя (Coffey on the Mile))
- 1996 Град Отчаяние (Desperation)
- 1996 Отмъстителите (The Regulators) (като Ричард Бакман)
- 1997 Шест истории (Six Stories) (разкази)
- 1997 Тъмната кула IV:Магьосникът (The Dark Tower IV: Wizard and Glass)
- 1998 Торба с кости (Bag of Bones)
- 1999 Бурята на века (Storm of the Century)
- 1999 Момичето, което обичаше Том Гордън (The Girl Who Loved Tom Gordon)
- 1999 The New Lieutenant's Rap (ограничен тираж)
- 1999 Сърца в Атлантида (Hearts in Atlantis)
- 1999 Blood and Smoke (аудио книга)
- 2000 Riding the Bullet (електронно публикувана новела)
- 2000 Растението The Plant (електронно публикувана)
- 2000 Тайни прозорци (Secret Windows)
- 2000 За писането: Мемоари на занаята (On Writing: A Memoir of the Craft) (автобиографична)
- 2001 Капан за сънища (Dreamcatcher)
- 2001 Черният дом (Black House) (продължение на Талисманът; написана с Питър Строб)
- 2002 Буик 8 (From a Buick 8)
- 2002 Всичко е съдбовно. 14 мистерии (Everything's Eventual: 14 Dark Tales) (разкази)
- 2003 Тъмната кула V: Вълците от Кала (The Dark Tower V: Wolves of the Calla)
- 2004 Тъмната кула VI: Песента на Сузана (The Dark Tower VI: Song of Susannah)
- 2004 Тъмната кула VII: Тъмната кула (The Dark Tower VII: The Dark Tower)
- 2005 Колорадеца (Colorado Kid)
- 2006 Клетка (Cell)
- 2006 Романът на Лизи (Lisey's Story)
- 2007 Огън (Blaze)
- 2008 Дума ки (Duma Key)
- 2008 Малко след залеза (разкази)
- 2009 Под купола (Under the dome)
- 2010 Зъл мрак, угаснали звезди (повести)
- 2011 11/22/63
- 2012 Тъмната кула VIII: Вятър през ключалката
- 2012 Лице в тълпата (електронна)
- 2013 Джойленд
- 2013 Доктор сън (Doctor Sleep)
- 2014 Господин Мерцедес (Mr. Mercedes)
- 2015 Търси се – който го намери за него си е (Finders Keepers; продължение на „Господин Мерцедес“)
- 2015 Възкресяване (Revival)
- 2016 Край на дежурството (End of watch; последна книга на Господин Мерцедес)
- 2016 Страшни сънища за продан (The Bazaar of Bad Dreams (сборник с разкази))
- 2017 Кутията на Гуенди – (Gwendy's Button Box) (Стивън Кинг; Ричард Чизмар)
- 2017 Спящите красавици – (Sleeping Beauties) (Стивън Кинг; Оуен Кинг)
- 2018 Другият – (The Outsider)(първа книга от поредицата Холи Гибни)
- 2018 Извисяване – (Elevation)
- 2019 Институтът – (The Institute)
- 2020 Ако има кръв – (If It Bleeds)(втора книга от поредицата Холи Гибни)
- 2021 По-късно – (Later)
- 2021 Били Съмърс – (Billy Summers)
- 2022 Приказка - (Fairytale)
- 2023 Холи - (Holly)
- 2024 Харесвате го по-мрачно - (You Like It Darker) (сборник с разкази)

Други издадени книги в България: „Мъглата“ (разкази), „Призрак“ (новели), „Кошмари и съновидения“ (новела и разкази), „Понякога те се завръщат“ (сборник разкази), „Татик“ (фантастически новели), „Тринадесет“ (разкази).

/